# Franz von Unterrichter

Franz von Unterrichter

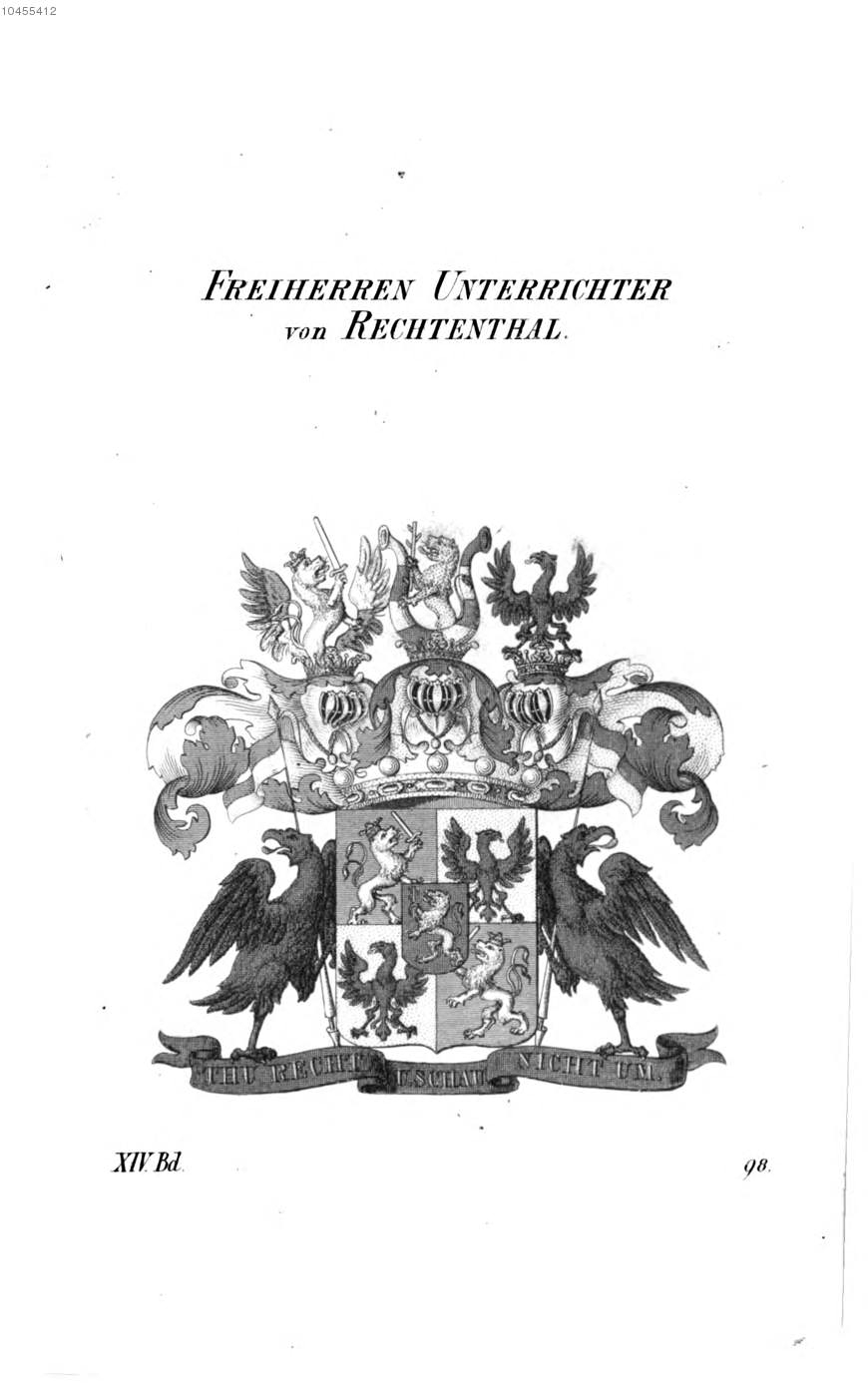
Wappen der Freiherren Unterrichter von Rechtenthal

Franz Sales Freiherr Unterrichter von Rechtenthal (* 19. Dezember 1775 in Kaltern; † 30. Dezember 1867 in Graz) war ein Südtiroler Dichter, Jurist und Politiker sowie Mitglied der Frankfurter Nationalversammlung.

## Leben
Franz von Unterrichter stammte aus dem tirolerischen briefadeligen Geschlecht Unterrichter von Rechtenthal. Er war das dritte Kind des tirolerischen Landmannes Joseph Matthäus Unterrichter Edler von Rechtenthal (* 1746; † 15. April 1811 in Kaltern) und Barbara (* 2. Oktober 1750; † 14. März 1813 in Kaltern), einer Tochter von Johann Joseph Gumer von Engelsburg und der Maria Anna geb. Mayr von Mayenburg aus Tisens. Franz von Unterrichter besuchte das Gymnasium in Innsbruck und studierte anschließend an der dortigen Universität Philosophie und Recht. 1848 wurde er für den Wahlkreis an der Etsch mit Hauptort Bozen als Mitglied in die Frankfurter Nationalversammlung gewählt. Nach dem Auszug der österreichischen Abgeordneten im April 1849 widmete er sich ganz seiner schriftstellerischen Leidenschaft, aus der neben seinen politischen Schriften (Entwurf einer Staatsverfassung für Deutschland) an die 25 Dramen und Übersetzungen stammen.

## Frankfurter Nationalversammlung
Anders als für die meisten anderen Tiroler Abgeordneten stand für ihn nicht die Absicherung der Tiroler Glaubenseinheit im Vordergrund. Obwohl er als einziger Tiroler den Adelsstand vertrat, besaß er ein höchst liberales Weltbild und sah sich auch selbst als Vertreter der Beamten und der Wirtschaft. Im Mittelpunkt seines Interesses stand die Umsetzung der großdeutschen Lösung sowie die Schaffung eines Gesamtdeutschen Heeres unter einer Erbmonarchie.

## Sonstiges
In der Nähe von Sarns bei Brixen gibt es einen nach ihm benannten Franz-von-Unterrichter-Weg.

## Familie
Franz von Unterrichter heiratete am 28. Oktober 1807 in Ulm Josepha Elisabeth Walburga (* 27. Dezember 1786 in Landsberg, † 10. Dezember 1854 in Graz), Tochter des königlich-bayerischen Generalmajors Klemens de Drouin de la Verte und der Josefine Hayder. Seine Kinder waren:
1. Emilie (* 14. Dezember 1808 in München), ⚭ 1. Juni 1831 in München Joseph von Niedermayr, königlich-preußischer Oberst a. D.
2. Gotffried (* 1810 in München; † 1814 in Kaltern)
3. Maria Amalie (Marietta) (* 3. Mai 1812 in München), ⚭ 25. Juni 1843 in Klagenfurt Christoph Josch, k. k. Major
4. Karl (* 1. Juni 1816 in Kaltern; † 3. Februar 1816 in Sarns), ⚭ 14. Januar 1845 in St. Pauls Amalie von Putzer (* 1824), Tochter des Reichsratsabgeordneten Johann Putzer von Reibegg.
5. Otto (* 5. Januar 1818 in Kaltern), ⚭ 1.) 22. Juni 1869 in Trient Maria Gräfin Consolati von und zu Heiligenbrunn, ⚭ 2.) 24. Juni 1871 in Graz Maria Irma Gräfin Tanzi, ⚭ 3.) 21. Juni 1876 in Mezzolombardo Maria Johanna Leopoldine Gräfin zu Welsberg
6. Adelheid Valentine Elisabeth (* 13. April 1822 in Belluno; † 5. Februar 1904 in Bozen), ⚭ 1.) 1842 David von Szekely, ⚭ 2.) 19. Mai 1850 in Fogaras Joseph Dorsner von Dornimthal, k. k. Hauptmann

Ein Urenkel, Marius Günther von Unterrichter, war 1945 Gründungsmitglied der Südtiroler Volkspartei und von 1952 bis 1960 Südtiroler Landtagsabgeordneter.

## Werke
- Gedanken eines edlen Jüngers Tirols – allen seinen lieben vaterländisch gesinnten Mitbürgern gewidmet (Lied in 7 Strophen)
- Otto der Große (Epos in 24 Gesängen), Mailand 1828
- Tirol (Epos in 24 Gesängen)
- Heimeran der christliche Glaubensbote (Drama)
- Der Wahrspruch (Drama)